# Biblioteca del Politecnico federale di Zurigo
La biblioteca del Politecnico federale di Zurigo (ETH-Bibliothek Zürich), è la biblioteca pubblica di scienze naturali e tecnica più grande della Svizzera. 
La biblioteca dell'ETH è la biblioteca universitaria centrale del Politecnico stesso (Eidgenössische Technische Hochschule Zürich, ETH) nonché il centro nazionale di informazione in scienza naturale e tecnologia. Oltre a mettere a disposizione le informazioni per i membri dell'ETH, essa offre risorse anche per il pubblico interessato e per le imprese dei settori ricerca e sviluppo. 
Particolari priorità risiedono nel settore dell'offerta di informazioni elettroniche per i membri della scuola universitaria e nello sviluppo di servizi innovativi.

## Ambiti di specializzazione
La biblioteca dell'ETH raccoglie materiale dai seguenti settori
- Architettura
- Ingegneria civile
- Ingegneria
- Scienze naturali e matematica
- Scienze naturali sistemiche
- Gestione e scienze sociali

## Biblioteche specialistiche
Le quattro biblioteche specialistiche della biblioteca dell'ETH sono competenti per l'acquisizione dei testi specifici per i rispettivi dipartimenti e istituti dell'ETH di Zurigo. In generale, i loro fondi sono anche a disposizione degli interessati. 
Tra le biblioteche specialistiche rientrano:
- Architecture and Civil Engineering Library: architettura, pianificazione urbana e del territorio; collezione di materiale[1]
- Earth Sciences Library: geoscienze
- GESS Library: scienze umanistiche e sociali, economia, diritto e politica
- Green Library: scienze agrarie e alimentari, scienze ambientali

## Collezioni e archivi
Le collezioni e gli archivi della biblioteca dell'ETH ospitano preziosi fondi originali di rilevanza scientifica e storico-culturale. 
Tra le collezioni e gli archivi rientrano: 
- Stampe antiche e rare: opere dal XV al XX secolo
- Archivio fotografico: fotografie storiche, fotografie aeree, fotografie giornalistiche, ritratti, cartoline e molto altro.

- Collezioni di scienze della terra: fossili, minerali, rocce e rilievi
- focusTerra: Earth & Science Discovery Center dell'ETH di Zurigo
- Collezione grafica dell'ETH di Zurigo: la più grande collezione svizzera di stampe
- Archivio universitario: archivio amministrativo dell'ETH di Zurigo e del consiglio dell'ETH, lasciti di ricercatori
- Carte: carte storiche e moderne, topografiche e tematiche
- Collezione di materiale: materiali di costruzione e materiali storici
- Archivio Max Frisch: lascito di Max Frisch, letteratura primaria e secondaria
- Collezione dei beni culturali: opere d'arte, arte nell'architettura, collezione dell'osservatorio astronomico
- Archivio Thomas Mann: lascito di Thomas Mann, letteratura primaria e secondaria

## Alcune cifre relative ai fondi
I fondi della biblioteca dell'ETH comprendono circa 8 mio. di risorse analogiche e circa 550'000 risorse digitali. Tra questi rientrano (stato 31 dicembre 2015):
Risorse analogiche 
| monografie e volumi di periodici      | 2'213'092 |
| Immagini                              | 3'509'522 |
| Carte                                 | 338'746   |
| Materiale d'archivio in metri lineari | 4'162     |

Risorse digitali
| Immagini digitali                                            | 405'217 |
| E-book                                                       | 213'748 |
| Tesi di dottorato, articoli e rapporti nell'ETH E-Collection | 33'396  |
| E-journals abbonati                                          | 19'628  |
| Banche dati                                                  | 156     |

## Portale di ricerca
Il portale di ricerca è la piattaforma principale per la ricerca delle risorse analogiche e digitali della biblioteca. Sono inoltre disponibili ca. 7 milioni di titoli di tutte le 140 biblioteche della rete di biblioteche NEBIS nonché articoli di periodici, capitoli di e-book, rapporti di conferenze e molto altro ancora da Primo Central Index. Il portale di ricerca si basa sul prodotto Primo della ditta Ex Libris.

## Piattaforme di ricerca digitali

### Research Collection
La Research Collection è la piattaforma di pubblicazione dell’ETH Zurich. Qui i membri della scuola universitaria possono pubblicare testi scientifici integrali con libero accesso (Open Access) nonché archiviare o rendere accessibili dati di ricerca. 
Inoltre, la Research Collection registra tutte le pubblicazioni avvenute in seno al ETH Zurich e funge da fonte per gli elenchi delle pubblicazioni nel resoconto accademico nonché sui siti web dell'ETH Zurich.

### Altre piattaforme di importanza nazionale gestite dalla biblioteca dell'ETH (selezione)
- e-rara.ch: stampe digitalizzate dal XV al XIX secolo conservate nelle biblioteche svizzere
- e-manuscripta.ch: portale di fonti manoscritte digitalizzate provenienti da biblioteche e archivi svizzeri
- E-Pics: fotografie digitalizzate, immagini e scansioni in 3D provenienti da collezioni, archivi, istituti e unità dell'ETH Zurigo nonché da partner esterni[7]
- E-Periodica: periodici svizzeri digitalizzati a partire dal XVIII secolo fino a oggi dai settori scienza e cultura[8]
- Archivio online Thomas Mann: manoscritti e articoli di giornale relativi su Thomas Mann[9]

## Servizi selezionati

### Corriere per i prestiti
In veste di gestore di NEBIS (rete di biblioteche e di centri d'informazione in Svizzera), la biblioteca dell'ETH organizza un servizio di corriere gratuito insieme a circa 40 biblioteche NEBIS. Gli utenti della biblioteca hanno la possibilità di farsi inviare i documenti a una biblioteca di loro scelta da tutti gli istituti che fanno parte della rete. 

### DOI-Desk
Il DOI-Desk dell'ETH di Zurigo si trova nella biblioteca dell'ETH e funge da agenzia di registrazione DOI centralizzata per università e istituti di ricerca in Svizzera. Questo servizio viene fornito tra l'alto in collaborazione con DataCite. 

### Servizio specializzato conservazione digitale
Il servizio specializzato conservazione digitale fornisce consulenza ai ricercatori dell'ETH di Zurigo in merito a questioni relative alla gestione di dati nel settore della ricerca e di dati digitali in generale. L'ETH Data Archive mette a disposizione l'infrastruttura tecnica per l'archiviazione elettronica a lungo termine e per la pubblicazione di questi dati. 

### Servizio specializzato e-publishing
Quale punto di contatto centrale per l'Open Access all'interno dell'ETH di Zurigo, la biblioteca dell'ETH aiuta i membri dell'ETH di Zurigo a pubblicare online e rendere liberamente accessibili tesi di dottorato, articoli, rapporti e molto altro. 

### DigiCenter
Il centro di digitalizzazione è il fornitore di servizi e il centro di competenze nel campo della digitalizzazione e dell'elaborazione di metadati. In collaborazione con gli istituti dell'ETH di Zurigo e le biblioteche svizzere, si occupa di progetti di digitalizzazione su vasta scala.

## Progetti in corso
La biblioteca dell'ETH svolge numerosi progetti orientati al futuro. Essi garantiscono che il portafoglio di servizi e prodotti sia orientato alle esigenze dei gruppi target. Tra i progetti di cooperazione di rilevanza nazionale promossi grazie a fondi di terzi vi sono: 
- Research Data Life-Cycle Management (DLCM): l'obiettivo del progetto è la "creazione di soluzioni durature e concrete a livello nazionale per la gestione di dati nel settore della ricerca durante l'intero ciclo di vita." Il progetto dovrà essere concluso entro il luglio 2018[17].
- Swiss Library Service Platform (SLSP) "L'obiettivo del progetto SLSP è la messa a disposizione di una piattaforma di servizio centralizzata per biblioteche scientifiche." Si pensa sia a servizi nel settore della tecnologia e della standardizzazione, sia a servizi di natura bibliotecaria. L'attuazione della piattaforma dovrà avvenire entro il 2019[18].

## E-periodicaee-lib.ch
E-periodica è una piattaforma ad accesso aperto lanciata nel 2006 e gestita da ETH-Bibliothek in collaborazione con la Biblioteca nazionale svizzera. Il repository raccoglie le riviste pubblicate in Svizzera o relative alla Svizzera. I contenuti sono disponibili in modalità testo integrale e possono essere scaricati in formato pdf.

Al 2017, e-periodica aveva reso di pubblico dominio 266 riviste per un totale di circa 6 milioni di pagine.
Il progetto nacque nell'ambito di e-lib.ch, un'iniziativa del Politecnico di Zurigo e della Conferenza delle biblioteche universitarie svizzere (CBU), che aveva l'obbiettivo di creare un portale scientifico nazionale per la ricerca della informazioni e la fornitura di contenuti digitali numerici. E-lib.ch integrò le collezioni pubblicate da Rete delle Biblioteche della Svizzera Occidentale (in francese: Réseau des bibliothèques de Suisse occidental, RERO), nonché infoclio.ch, il portale svizzero di informatica umanistica e di storia nazionale, gestito dalla Società di Storia Svizzera e dall'Accademia Svizzera delle Scienze Umane e Sociali (Académie suisse des sciences humaines et sociales, ASSHS). Inoltre, il sito comprendeva:
- e-codices[22], che conteneva oltre 9 000 manoscritti medievali digitalizzati;
- e-rara.ch[23], che al 2012 aveva la scansione completa di 5 300 rare stampe svizzere risalenti al XVI secolo e provenienti dalle biblioteche universitarie di Basilea, Berna, Ginevra e Zurigo.[24]
- kartenportal.ch[25], sito web specialistico che presenta oltre mezzo milione di mappe geografiche e carte topografiche conservate nelle biblioteche svizzere[26][27] e relative a tutto il mondo.

Inizialmente chiamato Biblioteca nazionale svizzera, nel 2016 il sito  retro.seals.ch  fu riprogettato e ribattezzato E-periodica. Nel periodo della sua massima espansione, e-lib.ch raggiunse la partecipazione di venti biblioteche digitali, finché non fu dismessa nel 2015.